# (124844) Hirotamasao
(124844) Hirotamasao est un astéroïde de la ceinture principale.

## Description
(124844) Hirotamasao est un astéroïde de la ceinture principale. Il fut découvert le 13 octobre 2001 à Shishikui par Hiromu Maeno. Il présente une orbite caractérisée par un demi-grand axe de 2,34 UA, une excentricité de 0,20 et une inclinaison de 2,4° par rapport à l'écliptique.

## Compléments